# One Million
Singles de Alexandra Stan featuring Carlprit
Get Back (ASAP)
(2011) Lemonade
(2012)
Pistes de Saxobeats
Get Back (ASAP) Show Me the Way
One Million (porté 1.000.000, la graphie anglophone pour les chiffres, sur la pochette) est une chanson de la chanteuse roumaine Alexandra Stan issu de son premize album Saxobeats. C'est le quatrième single de l’album en collaboration avec le rappeur allemand Carlprit.

## Formats et liste des pistes
| 1. | Sans titre (featuring Carlprit; Album Version) | 3:20 |

| 1. | One Million (featuring Carlprit UK Edit) | 2:28 |
| 2. | One Million (Maan Studio Remix)          | 4:30 |
| 3. | One Million (Rico Bernasconi Remix)      | 5:30 |
| 4. | One Million (Westfunk & DS Radio Edit)   | 2:37 |
| 5. | One Million (Westfunk & DS Club Mix)     | 4:26 |
| 6. | One Million (Westfunk & DS Instrumental) |      |

## Classement par pays
| Classement (2011-2012)             | Meilleure position |
| ---------------------------------- | ------------------ |
| Israël (Media Forest)              | 10                 |
| Italie (FIMI)                      | 37                 |
| Roumanie (Romanian Top 100)        | 13                 |
| Espagne Airplay Chart (Promusicae) | 21                 |

## Historique de sortie
| Pays     | Date            | Format                 | Label      |
| -------- | --------------- | ---------------------- | ---------- |
| Roumanie | 6 décembre 2011 | Téléchargement digital | MAAN Music |